# The Deep Blue
The Deep Blue es el segundo disco de la cantante/guitarrista británica Charlotte Hatherley. Es el primer disco que sacó tras dejar su antigua banda llamada Ash; ella ya había publicado un disco antes que este, pero aún formaba parte de Ash. Está lanzado bajo su propia discográfica, llamada Little Sister. Es un disco claramente más orientado al pop que el anterior, Grey Will Fade.

## Lista de temas
Todos los temas escritos por Charlotte Hatherley excepto Dawn Treader, por Charlotte y  Andy Partridge.
1. "Cousteau"
2. "Be Thankful"
3. "I Want You To Know"
4. "Again"
5. "Wounded Sky"
6. "Behave"
7. "Love's Young Dream"
8. "Roll Over (Let It Go)"
9. "Very Young"
10. "Dawn Treader"
11. "It Isn't Over"
12. "Siberia"
13. "Lost In Time" (es una pista oculta)

## Créditos
- Charlotte Hatherley - Voz, guitarra, bajo y teclados. Arreglos, mezcla y producción.
- Eric Drew Feldman - Bajo, batería, teclados y coros. Arreglos, mezcla y producción.
- Rob Ellis - Batería, percusión y teclados. Arreglos, mezcla y producción.
- Josh Klinghoffer - Batería.

- Al Clay - Mezcla.
- John Dent - Masterización.
- Ben Hillier - Mezcla.
- Dave McCracken - Programación.
- Fergus Peterkin - Asistente.